# Cratere Eitoku
Eitoku è un cratere d'impatto presente sulla superficie di Mercurio, a 21,86° di latitudine sud e 157,02° di longitudine ovest. Il suo diametro è pari a 101 km.
Il cratere è stato battezzato dall'Unione Astronomica Internazionale in onore del pittore giapponese Kanō Eitoku.